# Tablica alimentacyjna

## Tablice alimentacyjne w Polsce
Tablice alimentacyjne to narzędzie pomocnicze opracowane przez Ministerstwo Sprawiedliwości, mające na celu ułatwienie ustalania wysokości świadczeń alimentacyjnych w typowych sprawach rodzinnych. Nie stanowią one źródła prawa, lecz pełnią funkcję informacyjną i orientacyjną dla sędziów, mediatorów oraz stron postępowania.

### Podstawa prawna
Zgodnie z art. 135 § 1 Kodeksu rodzinnego i opiekuńczego, wysokość świadczenia alimentacyjnego ustalana jest przez sąd na podstawie:
- usprawiedliwionych potrzeb osoby uprawnionej,
- zarobkowych i majątkowych możliwości osoby zobowiązanej.

Tablice alimentacyjne nie zmieniają tej zasady i nie mają charakteru wiążącego. Ich publikacja nie stanowi przesłanki do zmiany wysokości wcześniej zasądzonych alimentów.

### Konstrukcja tablic
Kwoty wskazane w tablicach ustalane są w oparciu o trzy główne wskaźniki:
- miesięczny dochód osoby zobowiązanej,
- wiek dziecka uprawnionego do alimentów,
- liczba dzieci pozostających na utrzymaniu zobowiązanego.

Kwota bazowa świadczenia została określona jako 70% minimum socjalnego na dziecko, wyliczanego przez Instytut Pracy i Spraw Socjalnych. Wysokość świadczenia wzrasta wraz z wiekiem dziecka oraz dochodem zobowiązanego, przy czym łączna kwota alimentów nie może przekroczyć 3/5 jego dochodu, zgodnie z art. 87 § 3 pkt 2 Kodeksu pracy.

### Cel i funkcja
Celem wprowadzenia tablic alimentacyjnych było:
- zwiększenie przejrzystości orzeczeń sądowych,
- ułatwienie mediacji i negocjacji między stronami,
- wsparcie sędziów w realistycznym określaniu wysokości alimentów,
- ograniczenie rozbieżności w orzecznictwie sądów rodzinnych.

Tablice zostały opracowane przez zespół roboczy złożony z przedstawicieli Ministerstwa Sprawiedliwości, Instytutu Wymiaru Sprawiedliwości, Głównego Urzędu Statystycznego oraz ekspertów z dziedziny prawa rodzinnego, ekonomii i socjologii.

### Krytyka i dalsze prace
Projekt spotkał się z mieszanym odbiorem. Część środowiska prawniczego wskazywała na potrzebę dalszych konsultacji oraz uwzględnienia większej liczby zmiennych, takich jak sytuacja zdrowotna dziecka czy faktyczne możliwości zarobkowe zobowiązanego. Krytykowano również uwzględnianie dochodu brutto zamiast netto.
W lipcu 2025 r. Ministerstwo Sprawiedliwości wycofało się z publikacji tablic w ich pierwotnej formie, zapowiadając dalsze konsultacje i możliwe zmiany legislacyjne.

### Źródła
- Ministerstwo Sprawiedliwości – Tablice alimentacyjne
- Instytut Wymiaru Sprawiedliwości
- Instytut Pracy i Spraw Socjalnych